# Nowe Garbowo
Nowe Garbowo – wieś w Polsce położona w województwie podlaskim, w powiecie wysokomazowieckim, w gminie Kobylin-Borzymy.
W latach 1975–1998 miejscowość administracyjnie należała do województwa łomżyńskiego.
Wierni kościoła rzymskokatolickiego należą do parafii św. Stanisława Biskupa i Męczennika w Kobylinie-Borzymach.

## Historia
Wieś wzmiankowana w dokumentach w roku 1440. W I Rzeczypospolitej miejscowość należała do ziemi bielskiej.
W roku 1827 Nowe Garbowo liczyło 19 domów i 111 mieszkańców. Pod koniec XIX w. Słownik geograficzny Królestwa Polskiego informuje: Garbowo Nowe i Stare, wsie szlacheckie, powiat mazowiecki, gmina Piszczaty, parafia Kobylino.
W 1921 r. we wsi naliczono 16 budynków z przeznaczeniem mieszkalnym i 5 innych zamieszkałych oraz 136 mieszkańców (57 mężczyzn i 79 kobiet). Wszyscy podali narodowość polską i wyznanie rzymskokatolickie.